# Dina Emam
Dina Emam es una productora de cine egipcia-estadounidense. Fue nombrada como una de los 10 productores a seguir por la revista Variety en 2018. Reside en El Cairo y Nueva York.

## Biografía
Emam nació en Alejandría, Egipto y se crio en Brooklyn, Nueva York. Se graduó de la Universidad de Columbia con una maestría en producción creativa.

## Carrera profesional
Trabajó en MTV Networks, Nueva York, en investigación de mercado de televisión y gestión de producción.
En 2018, produjo la película Yomeddine, estrenada en el Festival de Cine de Cannes, y ganadora del Premio Francois Chalais. Más tarde, la película se convirtió en la selección oficial de Egipto en la categoría de Mejor Película en Lengua Extranjera para los Premios de la Academia 2019. También participó en la conferencia de prensa del Festival Internacional de Cine El-Gouna (GIFF) 2018.
Se desempeñó como directora artística asistente en la 36° edición del Festival Internacional de Cine de El Cairo y como moderadora en el Festival de Cine de El Cairo 2019 sobre el tema "¿Hay vida después de la coproducción?".

## Filmografía
| Año  | Título     | Rol        | Notas        | Ref.          |
| ---- | ---------- | ---------- | ------------ | ------------- |
| 2018 | Yomeddine  | Productora |              |               |
| 2015 | I Say Dust | Productora | Cortometraje | [ 11 ] [ 12 ] |